# Torre do Pinhão
Torre do Pinhão is een plaats (freguesia) in de Portugese gemeente Sabrosa en telt 404 inwoners (2001).